# Fuerte Hays

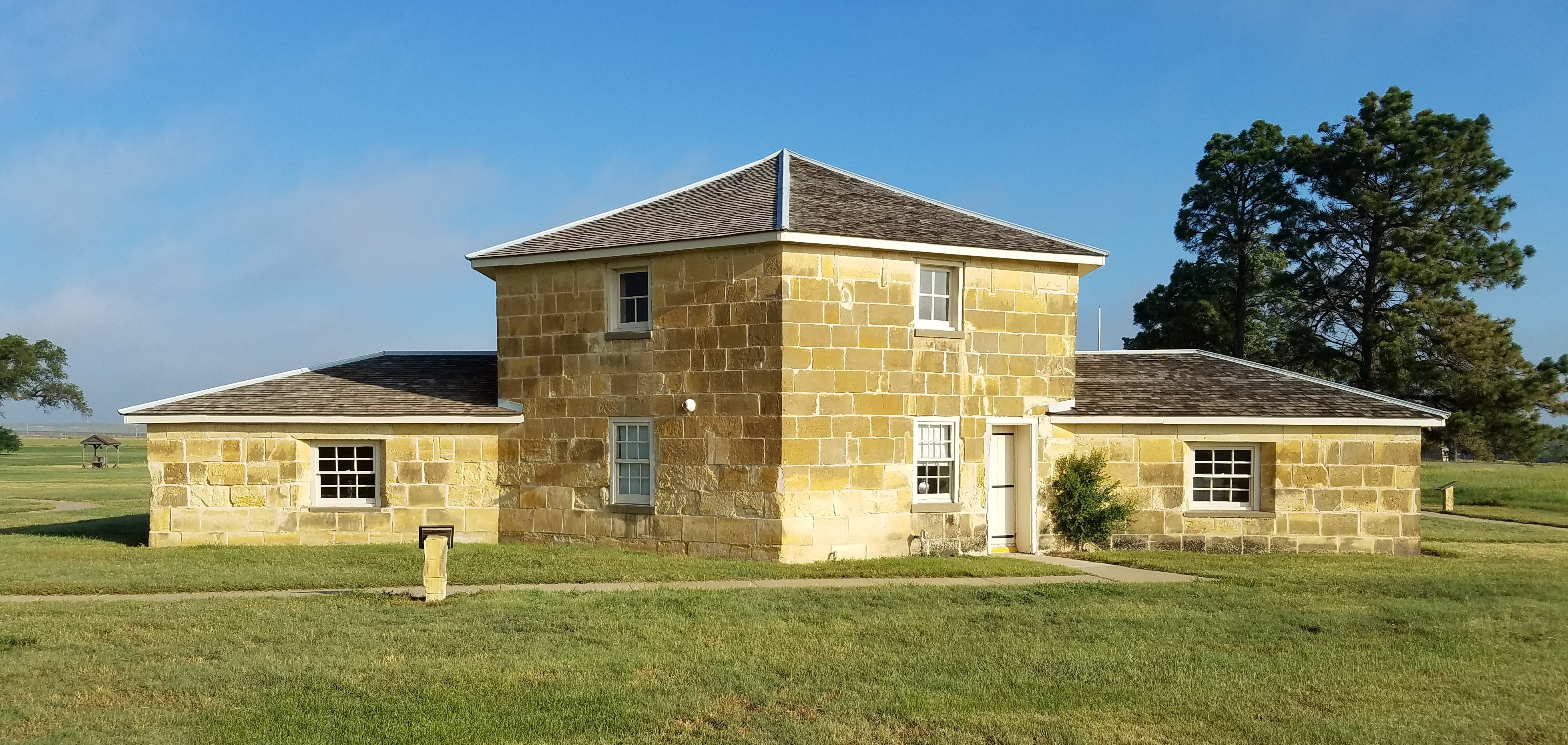
Fotografía del Fuerte Hays. 2016.

El fuerte Hays está localizado en Kansas, Estados Unidos. El lugar, considerado un hito histórico estatal, es administrado por la Kansas Historical Society.

## Historia
El primer emplazamiento en la zona, fundado en 1865, fue denominado fuerte Fletcher y estaba ubicado a unos 8 km de la actual localidad de Walker. Estas instalaciones sirvieron para albergar tropas que brindarían protección a las rutas de diligencias y transporte de la Butterfield Overland Despatch que atravesaban el territorio. En ese tiempo la zona era habitada por nativos arapaho y cheyennes que trataban de interrumpir el tránsito. Debido a la quiebra de la compañía, el fuerte cerró operaciones en mayo del siguiente año.
En octubre de 1866, el campamento fue trasladado unos 400 m al sur para proteger a los trabajadores de la Union Pacific Railway, pues la vía ferroviaria cruzaría unos 8 km al norte del edificio. En diciembre de ese mismo año, su nombre fue cambiado a Hays en honor del brigadier general Alexander Hays. En la primavera de 1867, una inundación acabó con el fuerte, pero en el mes de junio una nueva instalación fue levantada en las cercanías de los rieles, ya que era necesaria esta ubicación (a 1 km de la actual ciudad de Hays) para abastecer a otros fuertes localizados en el sur y el norte del territorio.
La estación cumplía la función de defensa de los colonos y del tren. Muchas personalidades reconocidas del "viejo oeste" pasaron por el sitio, como Wild Bill Hickok, Buffalo Bill, Philip Sheridan o George Armstrong Custer; y numerosas tropas que tuvieron acción durante las Guerras Indias como los Buffalo Soldiers. El fuerte cerró operaciones en 1889. En la actualidad existen unos cuatro edificios sobrevivientes de la época, y también se encuentra un museo administrado por la Kansas Historical Society.

## Universidad
La universidad estatal situada en la localidad de Hays lleva el nombre de Fort Hays State University, en recuerdo del fuerte.